# Епархия Шаи-Шаи
Епархия Шаи-Шаи (лат. Dioecesis Xai-Xaiensis) — епархия Римско-Католической церкви с центром в городе Шаи-Шаи, Мозамбик. Юрисдикция епархии Шаи-Шаи распространяется на провинцию Газа. Епархия Шаи-Шаи входит в митрополию Мапуту. Кафедральным собором епархии Шаи-Шаи является церковь Святого Иоанна Крестителя.

## История
19 июня 1970 года Римский папа Павел VI издал буллу Sancta atque Evangelica, которой учредил епархию Жуан-Белу, выделив её из архиепархии Лоренсу-Маркиша (сегодня — Архиепархия Мапуту).
1 октября 1976 года епархия получила своё нынешнее название.

## Ординарии епархии
- епископ Félix Niza Ribeiro (19.02.1972 — 31.05.1976);
- епископ Жулиу Дуарте Ланга (31.05.1976 — 24.06.2004) — кардинал с 14.02.2015;
- епископ Lucio Andrice Muandula (24.06.2004 — по настоящее время).